# Theater of Salvation
Theater of Salvation, lanzado en 1999, es el cuarto álbum de la banda alemana de power metal Edguy y el primero con el baterista Felix Bohnke y en el bajo Tobias Exxel.

## Lista de canciones
El álbum se abre con una pista coral con acompañamiento de piano, luego continúa con un paso rápido en "Babylon".
1. «The Healing Vision» - 1:11
2. «Babylon» - 6:09
3. «The Headless Game» - 5:31
4. «Land of the Miracle» - 6:32
5. «Wake up the King» - 5:43
6. «Falling Down» - 4:35
7. «Arrows Fly» - 5:03
8. «Holy Shadows» - 4:30
9. «Another Time» - 4:07
10. «The Unbeliever» - 5:47
11. «Theater of Salvation» - 14:10
12. «For A Trace Of Life» [Japanese Bonus Track] - 4:13
13. «Walk On Fighting» [Live] [Japanese Bonus Track] - 5:40

## Formación
- Tobias Sammet- Vocalista
- Tobias 'Eggi' Exxel- Bajo
- Jens Ludwig- Guitarras
- Dirk Sauer- Guitarra Rítmica
- Felix Bohnke- Batería

### Álbum
| Listas(1999) | Posición |
| ------------ | -------- |
| Suecia       | 50       |